# Sheryn Regis
Sheryn Regis (26 de noviembre de 1980 en Cárcar, Isla de Cebú), es una cantante pop y balada y actriz filipina conocida como "La voz cristalina de Filipinas". Concursó con gran éxito en el programa de TV "Estrella en un millón" junto a su compatriota el cantante Erik Santos de quien después se separó. Ella ha ganado los corazones de sus seguidores y fanáticos. Luego de dicho programa recibió numerosas ofertas para trabajar en comerciales de TV y conciertos en su país. Entre sus canciones más conocidas (baladas románticas por lo general) son: Wendy Moten, Saliendo de la lluvia, Roberta Flack - Quizá y Chaka Khan A través del fuego.
En 2021 se declaró abiertamente lesbiana.
- Datos: Q3543518
- Multimedia: Sheryn Regis / Q3543518

1. ↑  «Sheryn Regis, naging bukas sa pagiging lesbian» [Sheryn Regis opens up on being lesbian]. ABS-CBN News. 27 de diciembre de 2021. Consultado el 20 de enero de 2023.